# Pyinbya
Pyinbya (817 - sans doute 876) est un souverain du Royaume de Pagan, dans l'actuel Myanmar. Chef du village de Tampawadi (aujourd'hui Pwasaw), il fonda la ville de Bagan en 849 en réunissant 19 villages derrière une enceinte commune, dont subsistent aujourd'hui quelques parties, comme la porte de l'Est (Sharabhâ).
Son fils Tannet lui succéda.